# Hadena figurata
Hadena figurata là một loài bướm đêm trong họ Noctuidae.